# Czynadijowo

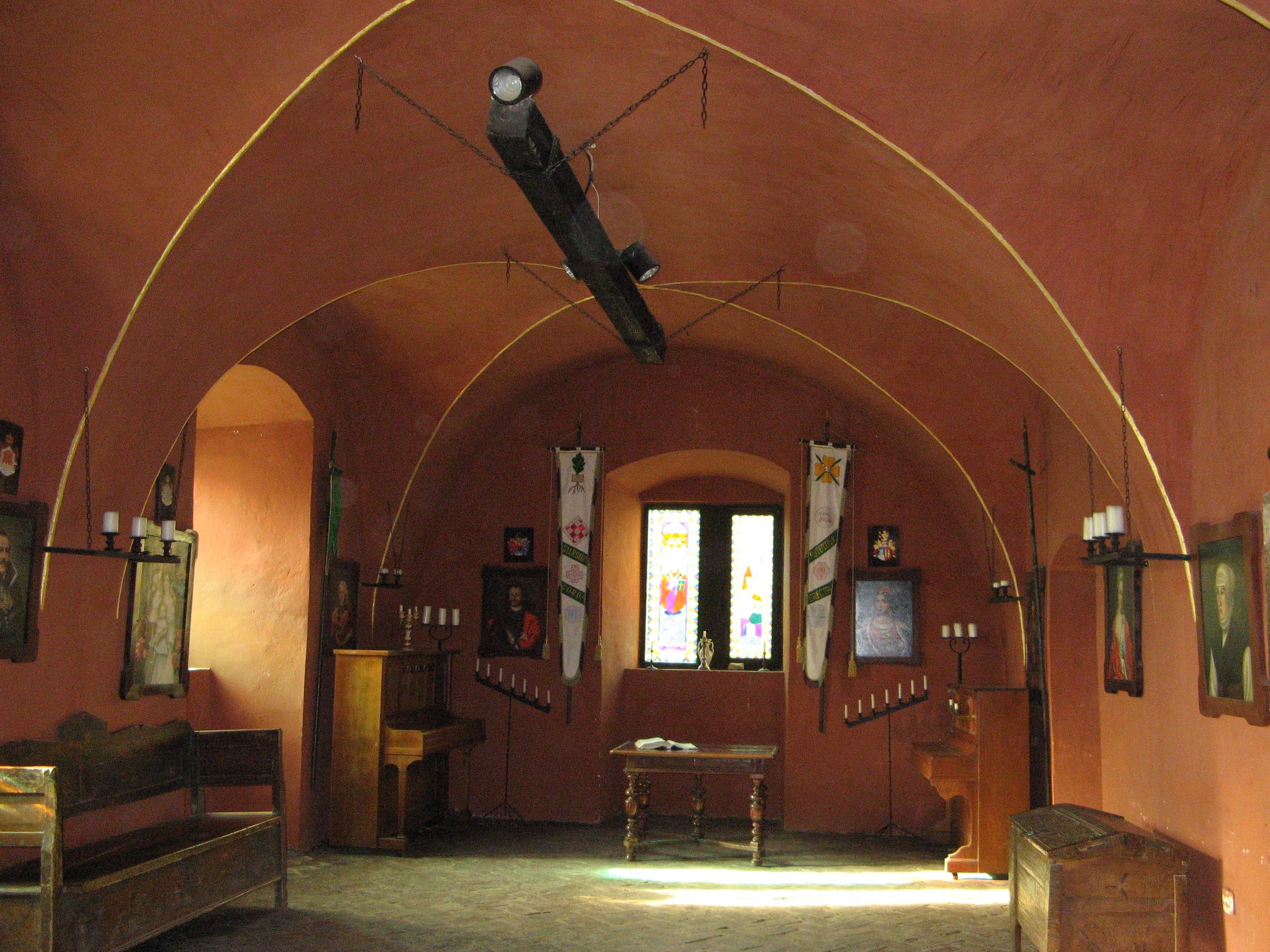
Odrestaurowane wnętrza na I piętrze

Czynadijowo (ukr. Чинадійово; węg. Szentmiklós) – osiedle typu miejskiego na Ukrainie, w obwodzie zakarpackim, w rejonie mukaczewskim.
Leży nad Latoricą w jej górnym biegu, w połowie drogi z Mukaczewa do Swalawy. Przez miejscowość przebiega droga krajowa M06 (E50 / E471) i linia kolejowa z Czopu do Lwowa (dwa przystanki kolejowe: Czynadijewo i Czynadijewo II).

## Historia
W 1989 liczyła 7289 mieszkańców.
W 2013 liczyła 6908 mieszkańców.

## Zabytki
- zamek, średniowieczny, kamienny, z dwoma narożnymi wieżami i ścianami grubymi na metr, zbudowany w XIV wieku przez barona Pereni. Twierdzę odwiedzili księżniczka Ilona-Helena Zrinska, Franciszek II Rakoczy jej syn, hrabia Schönborn. W 1657 roku zamek został znacznie uszkodzony przez wojska polskiego hrabiego Jerzego Lubomirskiego w 1657 roku[4]. Wkrótce zamek został odbudowany przez Lotara Franciszka von Schönborn, ale fortyfikacje zaczął tracić swoje znaczenie. 27 czerwca 1703 lider buntowników Franciszek II Rakoczy zatrzymuje się na odpoczynek[4] i aby przegrupować wojska po klęsce w bitwie pod Mukaczewem[4]. Przed jego imigracji do Polski książę odwiedził zamek kilka razy. W 1726 roku cesarz Karol VI Habsburg ofiarowuje duży obszar terenu (dominium) hrabiemu Friedrichowi Schönbornowi[4], w tym zamek, który w 1734 znacznie przebudowany otrzymuje obronny i pałacowy rys. Najważniejsza przebudowa zamku miała miejsce w 1734 i 1839 roku, ostatnia prowadzona przez architekta Ignacego Hermanna. W czasie II wojny światowej Niemcy urządzili w zamku więzienie[4]. Od 1944 roku w czasach sowieckich, zamek był siedzibą rady wsi, siedzibą lokalnej gospodarki leśnej, jednostek wojskowych i zajezdni magazynowej znajdującej się w pobliżu. W 2001 roku zamek został oddany w dzierżawę artyście malarzowi Józefowi Bartoszowi[4], który z żoną Tatianą i współpracownikami faktycznie uratował zamek od zniszczenia. Obecnie odrestaurowano wnętrze pierwszego piętra budynku. W zamku odbywają się często międzynarodowe i lokalne wydarzenia artystyczne.